# Cotos (héroe)
Cotos (Griego antiguo: Κόθος) fue un héroe de Jonia, hijo de Juto y hermano de Aíclo, según la mitología griega
Un oráculo dijo a los jonios que conquistarían Eubea si consiguen comprar "un pequeño trozo de las tierras Eubeas". Tras oírlo, Cotos y su hermano Aíclo viajaron a Eubea, en donde se presentaron como vendedores ambulantes. De esta forma cambiaron unas piedras y tierra a unos niños pequeños de Eubea dándoles a cambio juguetes. Tras ello, los jonios invadieron y ocuparon Euboea, la cual hasta ese momento estaba ocupada por eolios.